# Aulospongus semota
Aulospongus semota är en svampdjursart som först beskrevs av Topsent 1928.  Aulospongus semota ingår i släktet Aulospongus och familjen Raspailiidae. Inga underarter finns listade i Catalogue of Life.